# Peter Loewenberg
Peter Jacob Loewenberg (geboren 14. August 1933 in Hamburg) ist ein US-amerikanischer Historiker und Psychoanalytiker.

## Leben
Peter Loewenberg ist ein Sohn des Psychiaters Richard Detlev Loewenberg (1898–1954) und der Krankenschwester Sophie Borowicz (1903–1972), die beide aus Hamburg stammen. Gleich nach seiner Geburt floh die Familie aus dem nationalsozialistischen Deutschland und geriet nach Shanghai, wo sein Vater Chinesisch lernte und an der Medizinischen Hochschule in Nantong Psychiatrie lehrte. 1937 gelangte die Familie nach Kalifornien, seit 1941 wohnte sie in Bakersfield.
Loewenberg studierte an der University of California, Santa Barbara und wurde 1957 bei Carl Schorske mit einer Dissertation über Walther Rathenau an der University of California, Berkeley promoviert. 1961/62 hielt er sich mit einem Fulbright-Stipendium an der FU Berlin auf. Ab 1965 arbeitete er als Historiker an der University of California, Los Angeles. Daneben arbeitete er als Psychoanalytiker am von ihm mitgegründeten Southern California Psychoanalytic Institute. Loewenberg brachte Methoden der Psychoanalyse in seine historischen Studien zur Neuen Geschichte ein. Er sorgte 1977 für die Verabschiedung des „California Research Psychoanalyst Law“ und dass eine psychoanalytische Ausbildung von Hochschulangehörigen in Kalifornien staatlich anerkannt wurde.

## Schriften (Auswahl)

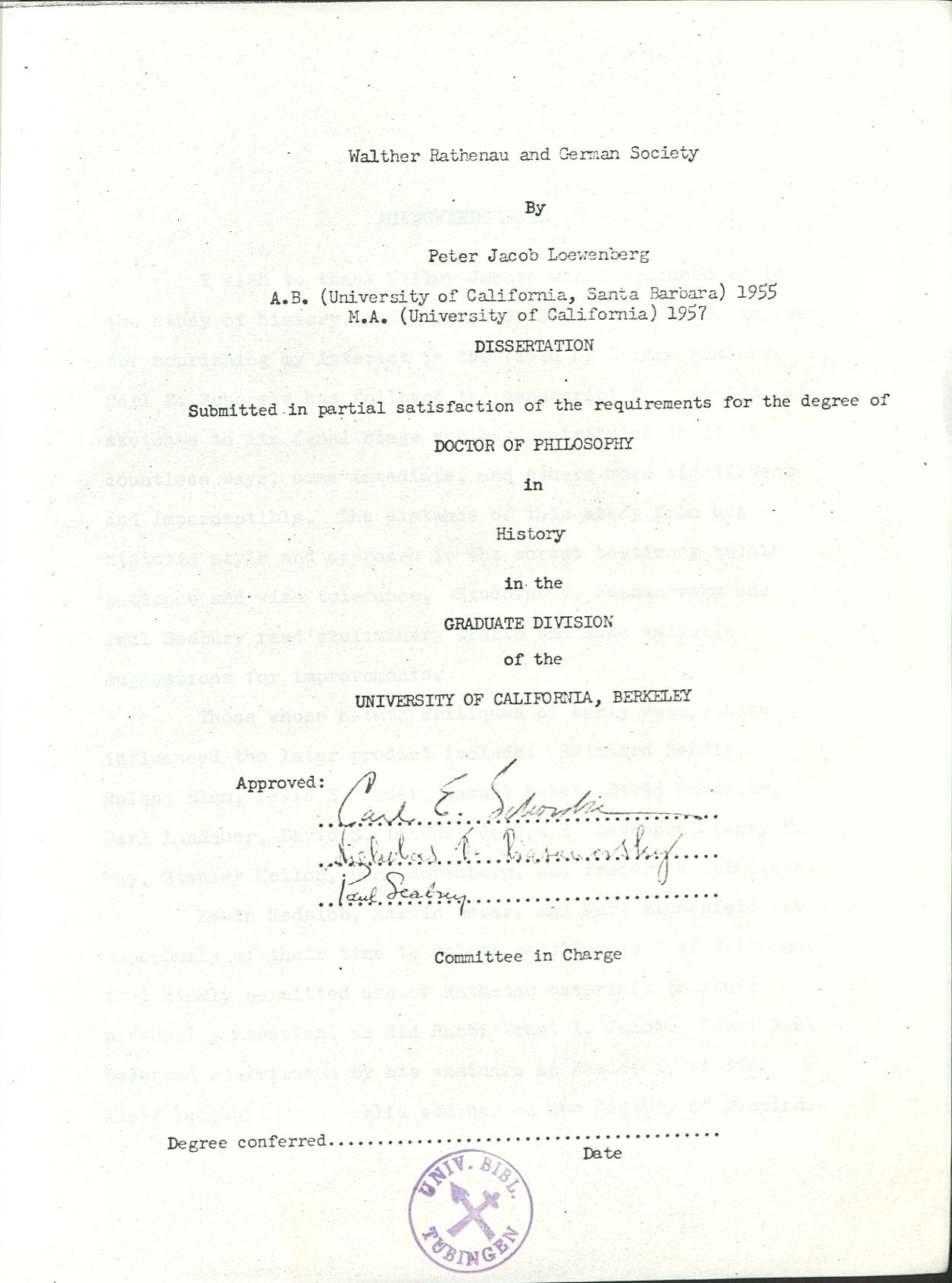
Dissertationsformblatt (1957)

- Walther Rathenau and german society. 1966 Berkley, Calif., Univ., Diss., 1957
- The Unsuccessful Adolescence of Heinrich Himmler. In: The American Historical Review. Bd. 76, 1971, Nr. 3, S. 612–641
- Antisemitismus und jüdischer Selbsthass. Eine sich wechselseitig verstärkende sozialpsychologische Doppelbeziehung, in: Geschichte und Gesellschaft 5/4 (1975), S. 455–475
- Walther Rathenau und Henry Kissinger : the Jew as a modern statesman in two political cultures. New York: Leo Baeck Institute, 1980
- Decoding the Past: The Psychohistorical Approach. New Brunswick, NJ: Transaction Pub, 1983
- The Kristallnacht as a Public Degradation Ritual. In: The Leo Baeck Institute Year Book 32, Heft 1 (1987), S. 309–323
- Fantasy and Reality in History. New York: Oxford University Press, 1995
- Robert B. Kane, Peter Loewenberg: Disobedience and Conspiracy in the German Army, 1918–1945. McFarland, 2008
- Peter Loewenberg, Nellie L. Thompson (Hrsg.): 100 Years of the IPA: The Centenary History of the International Psychoanalytical Association 1910–2010: Evolution and Change. Karnac Books 2011
- Peter J. Loewenberg: Umwege meines Lebens, in: Ludger M. Hermanns (Hrsg.): Psychoanalyse in Selbstdarstellungen. Teil: Band 10. Frankfurt am Main: Brandes & Apsel, 2015, S. 119–180